# كايل سنايدر
كايل سنايدر (بالإنجليزية: Kyle Snyder) هو مصارع رياضي أمريكي، ولد في 20 نوفمبر 1995 في Woodbine, Maryland ‏ في الولايات المتحدة.

## وصلات خارجية
- كايل سنايدر على موقع قاعدة بيانات المصارعة الدولية (الإنجليزية)
- كايل سنايدر على موقع اللجنة الأولمبية الدولية (الإنجليزية)
- كايل سنايدر على موقع أوليمبيديا (الإنجليزية)
- كايل سنايدر على موقع اللجنة الأولمبية والبارالمبية الأمريكية (الإنجليزية)